# Пинтуриккьо
Пинтури́ккьо, или Пинтури́ккио итал. Pinturicchio, настоящее имя Бернардино ди Бетто Бетти, или Бенедетто ди Бьяджо Bernardino di Betto Betti, 1454, Перуджа — 11 декабря 1513, Сиена) — итальянский живописец эпохи Возрождения периода кватроченто умбрийской школы.
Прозвание «Пинтуриккьо» («маленький живописец») произошло от его хрупкого телосложения, сам художник принял его, используя в подписях некоторых из своих работ.
Пинтуриккьо был всесторонним художником, мастером фресковой росписи, в том числе орнаментальной, и миниатюры, алтарных картин и портретов. Наряду с Перуджино и молодым Рафаэлем он был одним из главных мастеров умбрийской школы живописи второй половины XV века.

## Биография
Будущий художник родился около 1452 года в Перудже в семье Бенедетто, известного как Бетто, сына Бьяджо, известного как Бетти. В своём городе, в возрасте почти тридцати лет, в 1481 году, он вступил в цех живописцев (all’Arte dei Pittori). Упоминание Джорджо Вазари об ученичестве Пинтуриккьо у Перуджино обычно отвергается, главным образом по причине небольшой разницы в возрасте между ними — всего четыре года. Скорее всего, они работали вдвоём в партнёрстве с другими, среди которых Перуджино брал на себя роль старшего.
Поэтому учителей Пинтуриккьо следует искать среди умбрийских художников предыдущего поколения, таких как Фьоренцо ди Лоренцо или Бартоломео Капорали, на творчество которых оказали влияние такие художники, работавшие в Умбрии, как Беато Анджелико, Беноццо Гоццоли, Филиппо Липпи, Фра Диаманте. Кроме того, от Перуджино, вернувшегося из Флоренции, он смог узнать о достижениях мастерской Верроккьо, а из миниатюр — о деятельности флорентийцев Аттаванте, Герардо и Монте ди Джованни. Наконец, важным было влияние адриатической живописи, в частности Луки Синьорелли и работавшего в Урбино Пьеро делла Франческа с его пространственностью, доминирующей перспективой и торжественным композиционным построением. Вероятно, Пинтуриккьо испытал влияние и Бенедетто Бонфильи, учителя Перуджино. Став зрелым мастером, Пинтуриккьо отказался от некоторых принципов Перуджино — однообразности и степенности фигур, единства времени и места, — что сближает его скорее с Боттичелли.
Произведения раннего перуджийского Возрождения очень схожи, и часто картины Перуджино, Пинтуриккьо, Ло Спаньи и молодого Рафаэля можно спутать друг с другом. При создании больших фресок ученики и помощники принимали большое участие в работе мастера, либо увеличивая эскиз мастера до полноразмерного картона, либо перенося картон на стену, либо рисуя фон или аксессуары. Так и первая крупная работа Пинтуриккьо в Риме — росписи Сикстинской капеллы в Ватикане (1481—1482)— стала опытом, полным обучения у выдающихся художников того времени, среди которых были Сандро Боттичелли, Доменико Гирландайо, Перуджино и Лука Синьорелли. Фреска Пинтуриккьо «Вознесение Девы Марии», выполненная в 1481 году на алтарной стене Сикстинской капеллы, была уничтожена в 1535 году, чтобы освободить место для «Страшного суда» Микеланджело.
В Риме Пинтуриккьо был нанят членами семьи делла Ровере для украшения потолка в Палаццо- деи-Пенитенциери, а также капелл в церкви Санта-Мария-дель-Пополо, где он, по-видимому, работал с 1484 года или ранее, до 1492 года. В капелле делла Ровере, построенной кардиналом Доменико делла Ровере, Пинтуриккьо написал сцену «Поклонение волхвов». В люнетах под сводом — небольшие сцены из жизни Святого Иеронима. Полихромная орнаментальная декорация на жёлто-золотом фоне, вероятно, была вдохновлена росписями в руинах Золотого Дома императора Нерона (Domus Aurea) и принадлежит к самым ранним и высококачественным образцам такого рода в Риме. «Пинтуриккьо — признанный декоратор, он расписывал интерьеры дворцов и церквей пышными орнаментальными панно, гротесками, создававших образ богатства и праздничности». Наряду с этим, «маленький живописец» оказался выдающимся портретистом, его «Портрет мальчика», хранящийся в дрезденской Галерее старых мастеров — шедевр мировой живописи. А. Н. Бенуа отмечал особенную декоративность работ художника: «Каждая фреска Пинтуриккио в отдельности — нечто довольно пустоватое, крайне наивное и условное. Однако в общем эффекте яркие его краски, обилие золота и изощрённая орнаментика, которой он любит окружать свои главные сюжеты, производят чарующее впечатление».
Известны также росписи работы Пинтуриккьо в церкви Санта-Мария-ин-Арачели и Апартаментах Борджиа в Риме, и в Библиотеке Пикколомини в Сиенском соборе.
Однако Вазари негативно отзывается о Пинтуриккьо, считая его славу «недостаточно заслуженной». Кроме того, биограф упрекает художника в излишнем стремлении угодить заказчикам.
Среди музейных коллекций, хранящих работы Пинтуриккьо, выделяются Пинакотека Ватикана, Музей Эшмола (Оксфордский университет), Библиотека Амброзиана (Милан), Музей искусств Кливленда, Институт искусств Курто (Лондон), Художественный музей Денвера, Музей Фицуильяма (Кембриджский университет), Художественный музей Гонолулу, Лувр, Музей изящных искусств в Бостоне, Национальная галерея в Лондоне, Палаццо Русполи (Рим), Художественный музей Филадельфии, Пинакотека Амброзиана (Милан), Художественный музей Принстонского университета, Художественный музей Уолтерса в Балтиморе и Музей изящных искусств (Будапешт).
В числе его учеников был Макрино д'Альба.

## Галерея
- Бернар Клервоский между Людовиком Тулузским и Антонием Падуанским. 1484—1486. Фреска. Капелла Буфалини, церковь Санта-Мария-ин-Арачели, Рим
- Похороны Святого Бернара. 1484—1486. Фреска. Капелла Буфалини, церковь Санта-Мария-ин-Арачели, Рим
- Энеа Сильвио Пикколомини представляет невесту Элеонору Португальскую Фридриху III. 1502—1503. Фреска. Библиотека Пикколомини, Сиенский Собор
- Мадонна на троне и святые. Ок. 1490. Дерево, масло. Капелла делла Ровере, церковь Санта-Мария-дель-Пополо, Рим
- Поклонение младенцу Христу. Ок. 1490. Дерево, масло. Капелла делла Ровере, церковь Санта-Мария-дель-Пополо, Рим
- Распятие со святыми Иеронимом и Христофором. Ок. 1471. Дерево, масло. Галерея Боргезе, Рим
- Святой Иероним в пустыне. Между 1475 и 1480. Дерево, масло. Художественный музей Уолтерса, Балтимор, США
- Портрет мальчика. Между 1480 и 1482. Дерево, темпера, масло. Галерея старых мастеров, Дрезден
- Вознесение Девы Марии с папой Сикстом IV. 1481. Рисунок для фрески алтарной стены Сикстинской капеллы в Ватикане, уничтоженной в 1535 году, чтобы освободить место для «Страшного суда» Микеланджело. Галерея Альбертина, Вена
- Святой Бернардин спасает мертвеца. 1473. Дерево, масло. Национальная галерея Умбрии, Перуджа
- Возвращение Одиссея. 1509. Фреска, перенесённая на холст. Национальная галерея, Лондон
- Сусанна и старцы. Между 1492 и 1494. Фреска. Апартаменты Борджиа. Апостольский дворец, Ватикан
- Диспут в храме. 1500-1501. Фреска. Капелла Бальони, церковь Санта-Мария-Маджоре, Спелло, Умбрия
- Алтарь Санта-Мария-деи-Фосси. Между 1496 и 1498. Национальная галерея Умбрии, Перуджа